# IC 3785
IC 3785 је спирална галаксија у сазвјежђу Береникина коса која се налази на листи објеката дубоког неба у Индекс каталогу.
Деклинација објекта је + 19° 16' 30" а ректасцензија 12h 47m 52,2s. Привидна величина (магнитуда) објекта IC 3785 износи 15,4 а фотографска магнитуда 16,2.